# Giải bóng đá Hạng Nhất quốc gia 1997
Giải bóng đá Hạng Nhất quốc gia 1997 là mùa giải thứ 15 của Giải bóng đá Vô địch Quốc gia và là mùa giải đầu tiên với tên gọi Giải bóng đá Hạng Nhất quốc gia. Giải đấu diễn ra từ ngày 9 tháng 3 đến 16 tháng 11 năm 1997, với 12 đội bóng thi đấu vòng tròn hai lượt trên sân nhà và sân khách. Hai đội xếp cuối bảng sẽ xuống giải Hạng Nhì. 8 đội đứng đầu giải đấu được quyền tham dự Cúp Dunhill. 
Giải có sự tham gia lần đầu của đội Vĩnh Long và sự quay trở lại sau hai mùa giải vắng bóng của Công an Hải Phòng.

## Thay đổi đội bóng
| Thăng hạng từ giải A1 1996 - Vĩnh Long - Công an Hải Phòng | Xuống hạng đến giải Hạng Nhì 1997 - Thừa Thiên Huế - Cần Thơ |

## Lịch thi đấu và kết quả

### Lịch thi đấu
| Lượt đi | Lượt đi    | Lượt đi | Trận                          | Trận | Trận                          | Lượt về | Lượt về    | Lượt về |
| ------- | ---------- | ------- | ----------------------------- | ---- | ----------------------------- | ------- | ---------- | ------- |
| Vòng    | Sân        | Tỷ số   | Đội                           |      | Đội                           | Tỷ số   | Sân        | Vòng    |
| Vòng 1  | Hà Nội     | 1-0     | Công an Hà Nội                | -    | Công an Hải Phòng             | 1-4     | Lạch Tray  | Vòng 12 |
| Vòng 1  | Vinh       | 1-0     | Sông Lam Nghệ An              | -    | Câu lạc bộ Quân đội           | 1-0     | Cột Cờ     | Vòng 12 |
| Vòng 1  | Thống Nhất | 1-2     | Cảng Sài Gòn                  | -    | Hải Quan                      | 2-1     | Thống Nhất | Vòng 12 |
| Vòng 1  | Cao Lãnh   | 2-1     | Đồng Tháp                     | -    | An Giang                      | 0-1     |            | Vòng 12 |
| Vòng 1  |            | 0-0     | Vĩnh Long                     | -    | Công an Thành phố Hồ Chí Minh | 3-3     | Thống Nhất | Vòng 12 |
| Vòng 1  |            | 3-0     | Lâm Đồng                      | -    | Khánh Hòa                     | 0-0     |            | Vòng 12 |
| Vòng 2  | Cột Cờ     | 1-0     | Câu lạc bộ Quân đội           | -    | Công an Hà Nội                | 3-3     | Hà Nội     | Vòng 13 |
| Vòng 2  | Thống Nhất | 3-1     | Công an Thành phố Hồ Chí Minh | -    | Hải Quan                      | 1-2     | Thống Nhất | Vòng 13 |
| Vòng 2  |            | 1-0     | Khánh Hòa                     | -    | Đồng Tháp                     | 0-1     | Cao Lãnh   | Vòng 13 |
| Vòng 2  | Thống Nhất | 2-1     | Cảng Sài Gòn                  | -    | Vĩnh Long                     | 0-1     |            | Vòng 13 |
| Vòng 2  | Lạch Tray  | 1-0     | Công an Hải Phòng             | -    | Sông Lam Nghệ An              | 0-3     | Vinh       | Vòng 13 |
| Vòng 2  |            | 0-2     | An Giang                      | -    | Lâm Đồng                      | 0-3     |            | Vòng 13 |
| Vòng 3  | Hà Nội     | 1-1     | Công an Hà Nội                | -    | Sông Lam Nghệ An              | 0-2     | Vinh       | Vòng 14 |
| Vòng 3  | Lạch Tray  | 2-2     | Công an Hải Phòng             | -    | Câu lạc bộ Quân đội           | 3-5     | Cột Cờ     | Vòng 14 |
| Vòng 3  |            | 1-0     | An Giang                      | -    | Khánh Hòa                     | 0-3     |            | Vòng 14 |
| Vòng 3  | Cao Lãnh   | 3-1     | Đồng Tháp                     | -    | Lâm Đồng                      | 0-2     |            | Vòng 14 |
| Vòng 3  | Thống Nhất | 1-1     | Hải Quan                      | -    | Vĩnh Long                     | 0-0     |            | Vòng 14 |
| Vòng 3  | Thống Nhất | 0-0     | Công an Thành phố Hồ Chí Minh | -    | Cảng Sài Gòn                  | 0-1     | Thống Nhất | Vòng 14 |
| Vòng 4  | Cột Cờ     | 1-1     | Câu lạc bộ Quân đội           | -    | Đồng Tháp                     | 0-0     | Cao Lãnh   | Vòng 15 |
| Vòng 4  | Vinh       | 5-0     | Sông Lam Nghệ An              | -    | An Giang                      | 1-1     |            | Vòng 15 |
| Vòng 4  |            | 1-0     | Khánh Hòa                     | -    | Cảng Sài Gòn                  | 1-2     | Thống Nhất | Vòng 15 |
| Vòng 4  |            | 1-2     | Vĩnh Long                     | -    | Công an Hà Nội                | 2-2     | Hà Nội     | Vòng 15 |
| Vòng 4  | Thống Nhất | 3-1     | Công an Thành phố Hồ Chí Minh | -    | Công an Hải Phòng             | 3-4     | Lạch Tray  | Vòng 15 |
| Vòng 4  |            | 2-1     | Lâm Đồng                      | -    | Hải Quan                      | 0-2     | Thống Nhất | Vòng 15 |
| Vòng 5  | Cột Cờ     | 1-1     | Câu lạc bộ Quân đội           | -    | An Giang                      | 2-3     |            | Vòng 16 |
| Vòng 5  | Thống Nhất | 4-1     | Công an Thành phố Hồ Chí Minh | -    | Công an Hà Nội                | 1-0     | Hà Nội     | Vòng 16 |
| Vòng 5  |            | 2-2     | Vĩnh Long                     | -    | Công an Hải Phòng             | 1-4     | Lạch Tray  | Vòng 16 |
| Vòng 5  | Nha Trang  | 0-1     | Khánh Hòa                     | -    | Hải Quan                      | 0-0     | Thống Nhất | Vòng 16 |
| Vòng 5  |            | 0-0     | Lâm Đồng                      | -    | Cảng Sài Gòn                  | 0-2     | Thống Nhất | Vòng 16 |
| Vòng 5  | Vinh       | 2-1     | Sông Lam Nghệ An              | -    | Đồng Tháp                     | 0-2     | Cao Lãnh   | Vòng 16 |
| Vòng 6  | Cột Cờ     | 2-1     | Câu lạc bộ Quân đội           | -    | Lâm Đồng                      | 0-1     |            | Vòng 17 |
| Vòng 6  |            | 2-2     | An Giang                      | -    | Công an Thành phố Hồ Chí Minh | 1-2     | Thống Nhất | Vòng 17 |
| Vòng 6  | Thống Nhất | 4-1     | Hải Quan                      | -    | Công an Hà Nội                | 0-1     | Hà Nội     | Vòng 17 |
| Vòng 6  | Vinh       | 1-0     | Sông Lam Nghệ An              | -    | Khánh Hòa                     | 0-2     |            | Vòng 17 |
| Vòng 6  | Cao Lãnh   | 0-0     | Đồng Tháp                     | -    | Vĩnh Long                     | 1-1     |            | Vòng 17 |
| Vòng 6  | Thống Nhất | 3-1     | Cảng Sài Gòn                  | -    | Công an Hải Phòng             | 1-0     | Lạch Tray  | Vòng 17 |
| Vòng 7  | Cột Cờ     | 2-0     | Câu lạc bộ Quân đội           | -    | Khánh Hòa                     | 0-1     |            | Vòng 18 |
| Vòng 7  | Vinh       | 4-0     | Sông Lam Nghệ An              | -    | Lâm Đồng                      | 0-2     |            | Vòng 18 |
| Vòng 7  |            | 1-1     | Cảng Sài Gòn                  | -    | Công an Hà Nội                | 0-2     | Hà Nội     | Vòng 18 |
| Vòng 7  | Thống Nhất | 3-0     | Hải Quan                      | -    | Công an Hải Phòng             | 0-2     | Lạch Tray  | Vòng 18 |
| Vòng 7  | Cao Lãnh   | 1-0     | Đồng Tháp                     | -    | Công an Thành phố Hồ Chí Minh | 0-0     | Thống Nhất | Vòng 18 |
| Vòng 7  |            | 2-0     | An Giang                      | -    | Vĩnh Long                     | 1-1     |            | Vòng 18 |
| Vòng 8  | Hà Nội     | 3-1     | Công an Hà Nội                | -    | Lâm Đồng                      | 1-3     |            | Vòng 19 |
| Vòng 8  | Lạch Tray  | 2-0     | Công an Hải Phòng             | -    | Khánh Hòa                     | 1-3     |            | Vòng 19 |
| Vòng 8  | Cao Lãnh   | 1-0     | Đồng Tháp                     | -    | Hải Quan                      | 1-1     | Thống Nhất | Vòng 19 |
| Vòng 8  |            | 0-2     | Vĩnh Long                     | -    | Câu lạc bộ Quân đội           | 0-0     | Cột Cờ     | Vòng 19 |
| Vòng 8  |            | 0-2     | An Giang                      | -    | Cảng Sài Gòn                  | 0-1     | Thống Nhất | Vòng 19 |
| Vòng 8  | Thống Nhất | 3-2     | Công an Thành phố Hồ Chí Minh | -    | Sông Lam Nghệ An              | 0-1     | Vinh       | Vòng 19 |
| Vòng 9  |            | 1-0     | Vĩnh Long                     | -    | Sông Lam Nghệ An              | 0-0     | Vinh       | Vòng 20 |
| Vòng 9  | Lạch Tray  | 2-0     | Công an Hải Phòng             | -    | Lâm Đồng                      | 0-1     |            | Vòng 20 |
| Vòng 9  | Cao Lãnh   | 0-1     | Đồng Tháp                     | -    | Cảng Sài Gòn                  | 0-1     | Thống Nhất | Vòng 20 |
| Vòng 9  | Hà Nội     | 2-0     | Công an Hà Nội                | -    | Khánh Hòa                     | 1-2     |            | Vòng 20 |
| Vòng 9  | Thống Nhất | 2-2     | Công an Thành phố Hồ Chí Minh | -    | Câu lạc bộ Quân đội           | 0-2     | Cột Cờ     | Vòng 20 |
| Vòng 9  | Thống Nhất | 2-0     | Hải Quan                      | -    | An Giang                      | 1-2     |            | Vòng 20 |
| Vòng 10 | Thống Nhất | 1-0     | Hải Quan                      | -    | Câu lạc bộ Quân đội           | 0-1     | Cột Cờ     | Vòng 21 |
| Vòng 10 |            | 1-0     | Lâm Đồng                      | -    | Vĩnh Long                     | 0-2     |            | Vòng 21 |
| Vòng 10 |            | 3-3     | Khánh Hòa                     | -    | Công an Thành phố Hồ Chí Minh | 0-2     | Thống Nhất | Vòng 21 |
| Vòng 10 | Thống Nhất | 2-0     | Cảng Sài Gòn                  | -    | Sông Lam Nghệ An              | 0-2     | Vinh       | Vòng 21 |
| Vòng 10 | Hà Nội     | 4-3 (*) | Công an Hà Nội                | -    | An Giang                      | 1-2     |            | Vòng 21 |
| Vòng 10 | Lạch Tray  | 4-0     | Công an Hải Phòng             | -    | Đồng Tháp                     | 0-2     | Cao Lãnh   | Vòng 21 |
| Vòng 11 | Hà Nội     | 3-1     | Công an Hà Nội                | -    | Đồng Tháp                     | 1-2     | Cao Lãnh   | Vòng 22 |
| Vòng 11 | Lạch Tray  | 4-2     | Công an Hải Phòng             | -    | An Giang                      | 1-2     |            | Vòng 22 |
| Vòng 11 |            | 1-1     | Khánh Hòa                     | -    | Vĩnh Long                     | 2-0     |            | Vòng 22 |
| Vòng 11 |            | 3-2     | Lâm Đồng                      | -    | Công an Thành phố Hồ Chí Minh | 1-2     | Thống Nhất | Vòng 22 |
| Vòng 11 | Thống Nhất | 1-0     | Hải Quan                      | -    | Sông Lam Nghệ An              | 0-2     | Vinh       | Vòng 22 |
| Vòng 11 | Thống Nhất | 0-2     | Cảng Sài Gòn                  | -    | Câu lạc bộ Quân đội           | 0-0     | Cột Cờ     | Vòng 22 |

### Kết quả chi tiết

#### Vòng 2
| 1997 | Câu lạc bộ Quân đội | 1–0      | Công an Hà Nội | Hà Nội                                      |  |
|      | Minh Tiến 88'       | Chi tiết |                | Sân vận động: Cột Cờ Trọng tài: Bùi Như Đức |  |

#### Vòng 3
| 16 tháng 3 năm 1997 | Công an Hà Nội    | 1–1      | Sông Lam Nghệ An | Hà Nội                                         |  |
|                     | Xuân Thắng (p.đ.) | Chi tiết | Quang Trường 78' | Sân vận động: Hà Nội Trọng tài: Nguyễn Hữu Bài |  |

#### Vòng 4
| 1997 | Câu lạc bộ Quân đội | 1–1      | Đồng Tháp   | Hà Nội                                        |  |
|      | Quang Hà 50'        | Chi tiết | Hải Long 7' | Sân vận động: Cột Cờ Trọng tài: Lương Thế Tài |  |

#### Vòng 5
| 27 tháng 3 năm 1997 | Câu lạc bộ Quân đội | 1–1 | An Giang | Hà Nội                                       |
|                     |                     |     |          | Sân vận động: Cột Cờ Trọng tài: Từ Minh Đăng |

#### Vòng 7
| 5 tháng 4 năm 1997 | Cảng Sài Gòn   | 1–1      | Công an Hà Nội | TP.HCM                                             |  |
|                    | Minh Cường 83' | Chi tiết | Tuấn Thành 66' | Sân vận động: Thống Nhất Trọng tài: Nguyễn Văn Mùi |  |

| 6 tháng 4 năm 1997 | Đồng Tháp     | 1–0      | Công an Thành phố Hồ Chí Minh | Đồng Tháp              |  |
|                    | Công Nhậm 43' | Chi tiết |                               | Sân vận động: Cao Lãnh |  |

| 6 tháng 4 năm 1997 | Câu lạc bộ Quân đội             | 2–0      | Khánh Hòa | Hà Nội               |  |
|                    | Công Tuyền 43' · Việt Hoàng 58' | Chi tiết |           | Sân vận động: Cột Cờ |  |

| 6 tháng 4 năm 1997 | An Giang | 2–0 | Vĩnh Long | An Giang               |
|                    |          |     |           | Sân vận động: An Giang |

| 6 tháng 4 năm 1997 | Sông Lam Nghệ An | 4–0 | Lâm Đồng | Nghệ An            |
|                    |                  |     |          | Sân vận động: Vinh |

| 6 tháng 4 năm 1997 | Hải Quan                                   | 3–0 | Công an Hải Phòng | TP.HCM                   |  |
|                    | Chí Mỹ 46' · Hoàng Bảo 61' · Thanh Hải 89' |     |                   | Sân vận động: Thống Nhất |  |

#### Vòng 8
| 29 tháng 6 năm 1997 | Công an Thành phố Hồ Chí Minh | 3–2 | Sông Lam Nghệ An | TP.HCM                   |  |
|                     |                               |     | [                | Sân vận động: Thống Nhất |  |

#### Vòng 9
| 2 tháng 7 năm 1997 | Đồng Tháp | 0–1      | Cảng Sài Gòn | Đồng Tháp                                          |  |
|                    |           | Chi tiết |              | Sân vận động: Cao Lãnh Trọng tài: Trương Hoàng Đức |  |

| 2 tháng 7 năm 1997 | Công an Hà Nội | 2–0 | Khánh Hòa | Hà Nội               |
|                    |                |     |           | Sân vận động: Hà Nội |

#### Vòng 10
| 9 tháng 7 năm 1997 | Công an Hà Nội                                   | 4–3      | An Giang                           | Hà Nội               |  |
|                    | Xuân Thắng · Minh Hiếu · Thanh Minh · Tuán Thành | Chi tiết | T.Lợi · T.Nhàn · Xuân Thắng (l.n.) | Sân vận động: Hà Nội |  |

## Bảng xếp hạng
| VT | Đội                    | ST | T  | H  | B  | BT | BB | HS  | Đ  | Giành quyền tham dự hoặc xuống hạng       |
| -- | ---------------------- | -- | -- | -- | -- | -- | -- | --- | -- | ----------------------------------------- |
| 1  | Cảng Sài Gòn (C)       | 22 | 11 | 4  | 7  | 20 | 17 | +3  | 37 | Cúp C1 châu Á 1998–99 và Cúp Dunhill 1997 |
| 2  | Sông Lam Nghệ An       | 22 | 11 | 3  | 8  | 28 | 17 | +11 | 36 | Cúp Dunhill 1997                          |
| 3  | Lâm Đồng               | 22 | 11 | 2  | 9  | 27 | 26 | +1  | 35 | Cúp Dunhill 1997                          |
| 4  | Công an TP.Hồ Chí Minh | 22 | 9  | 6  | 7  | 35 | 29 | +6  | 33 | Cúp Dunhill 1997                          |
| 5  | Công an Hải Phòng      | 22 | 10 | 2  | 10 | 39 | 37 | +2  | 32 | Cúp Dunhill 1997                          |
| 6  | Hải Quan               | 22 | 9  | 4  | 9  | 24 | 21 | +3  | 31 | Cúp C2 châu Á 1998–99 và Cúp Dunhill 1997 |
| 7  | Công an Hà Nội         | 22 | 9  | 4  | 9  | 33 | 37 | −4  | 31 | Cúp Dunhill 1997                          |
| 8  | Đồng Tháp              | 22 | 8  | 6  | 8  | 19 | 21 | −2  | 30 | Cúp Dunhill 1997                          |
| 9  | Câu lạc bộ Quân đội    | 22 | 7  | 8  | 7  | 26 | 23 | +3  | 29 |                                           |
| 10 | Khánh Hòa              | 22 | 8  | 4  | 10 | 20 | 23 | −3  | 28 |                                           |
| 11 | Vĩnh Long (R)          | 22 | 4  | 11 | 7  | 18 | 23 | −5  | 23 | Xuống hạng Nhì 1998                       |
| 12 | An Giang (R)           | 22 | 6  | 4  | 12 | 25 | 41 | −16 | 22 | Xuống hạng Nhì 1998                       |

1. ↑  Hải Quan giành suất tham dự Cúp C2 châu Á với tư cách là nhà vô địch Cúp Quốc gia 1997.

| Vô địch Giải hạng Nhất quốc gia 1997 |
| ------------------------------------ |
| Cảng Sài Gòn Lần thứ ba              |